# Sant Isidre de Tòrrec
Sant Isidre de Tòrrec és una església barroca de Tòrrec al municipi de Vilanova de Meià (Noguera) protegida com a bé cultural d'interès local.

## Descripció
L'església de Sant Isidre de Tòrrec s'emplaça al bell mig del nucli de Tòrrec, llogarret agregat de Vilanova de Meià. Es tracta d'un edifici aïllat, d'una sola nau, amb capelles i sagristia adossades.
La façana presenta un portal adovellat, en arc de mig punt on la clau de dovella s'hi pot veure escrit "1801". Per sobre un rosetó petit que il·lumina el cor de l'església. Coronant la façana hi ha una espadanya de dues obertures d'arc de mig punt i dues campanes, rematat per un llosat amb pinacles. L'aparell de la façana està format per carreus irregulars (exceptuant les cantoneres) ben lligats amb morter i ben ordenats.
A la banda de l'absis, carrat, 	està situat el presbiteri aixecat del replà del uns 30 centímetres. L'altar major està presidit per una imatge de sant Isidre Llaurador.
Al nord i al sud hi ha dues capelles, que donen aspecte a la planta de creu irregular, sobretot la del nord està clarament adossada amb un aparell molt diferent. La coberta és a dues vessants amb teula, que en alguns casos ha estat substituïda per d'altra de subactual.

## Història
No se'n coneixen dades històriques al respecte. No obstant, la planta de l'església i alguns elements interiors cal relacionar-los amb elements barrocs procedents del segle xviii. Per altra banda, a la clau de dovella s'hi observa la data "1801" i al centre del campanar de cadireta la data "1912".